# Mahur (fort)
Mahur és una fortalesa edificada prop de la muntanya del mateix nom a la regió de Vidharba, districte de Yavatmal a Maharashtra. Ja existia en temps dels yadaves i després va estar en mans dels gonds, bahmànides, adilxàhides de Bijapur, nizamshàhides d'Ahmednagar i finalment dels mogols el 1599 quan es va establir el protectorat sobre el sultanat d'Ahmednagar; quan el 1623 Khurram (després Shah Jahan) es va revoltar contra el seu pare Jahangir, va acabar refugiat (junt amb la seva esposa i fills incloent al nen de 6 anys Aurangzeb) al fort de Mahur, que estava al sultanat d'Ahmednagar però en territori sota protectorat i domini mogol. Va passar a domini directe mogol el 1636 i hi va romandre fins al 1724, quan el nizam es va fer independent al Dècan. La fortalesa està protegida per tres flancs pel riu Painganga. Està entre dos turons i protegit per muralles, torres i bastions. Té dos accessos principals, in al sud i un al nord, aquesta encara en bon estat; l'accés sud té cinc metres d'ample. Dins el fort hi ha un palau, mesquita, arsenal, i altres edificis tots en ruïnes. Al mig hi ha un dipòsit d'aigua anomenat Ijalatalav. Prop del fort hi ha dues gran coves excavades a la roca del tipus de l'illa Elephant prop de Bombai, que són del període rashtrakuta.